# Euonymus atropurpureus
Euonymus atropurpureus là một loài thực vật có hoa trong họ Dây gối. Loài này được Jacq. mô tả khoa học đầu tiên năm 1772.

## Hình ảnh

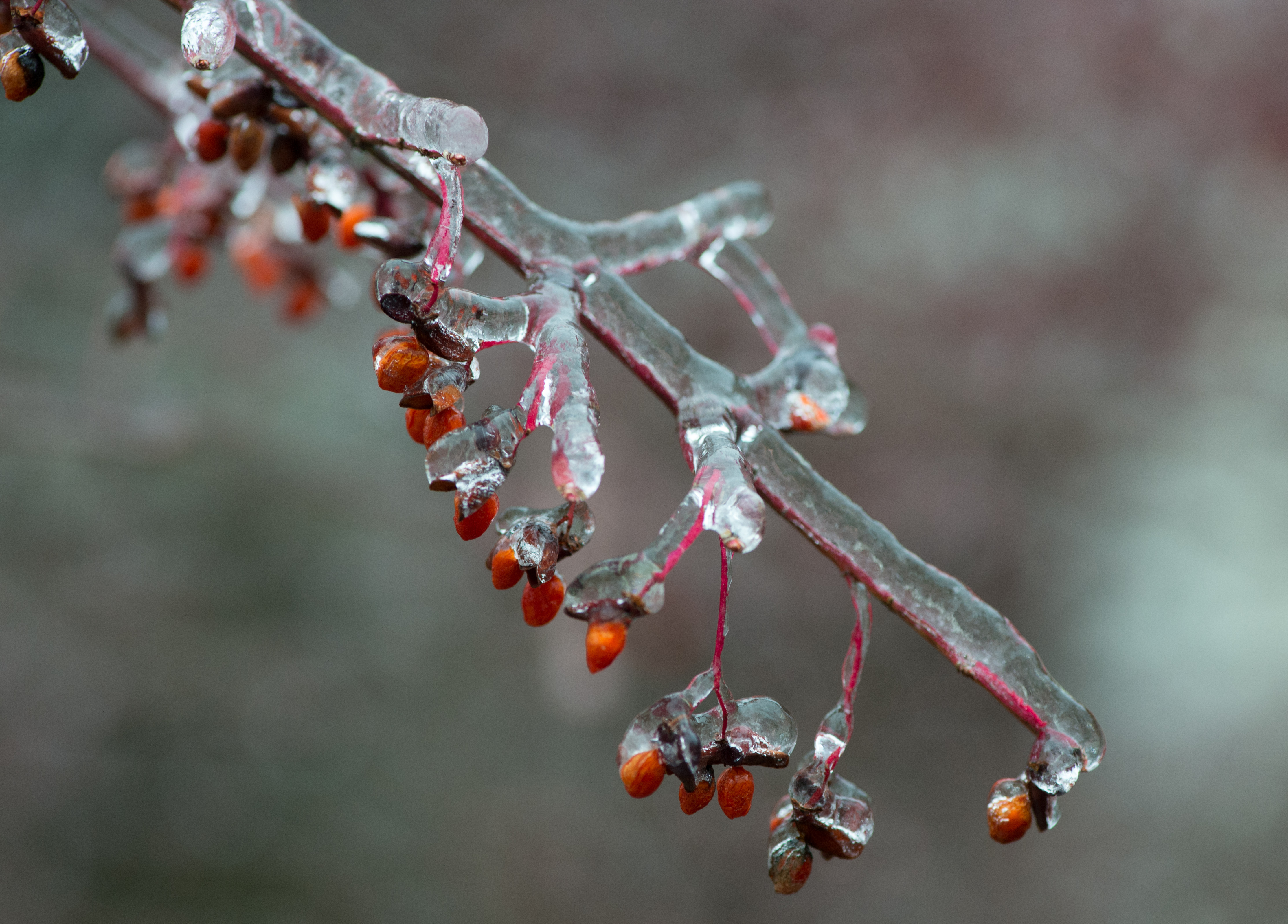
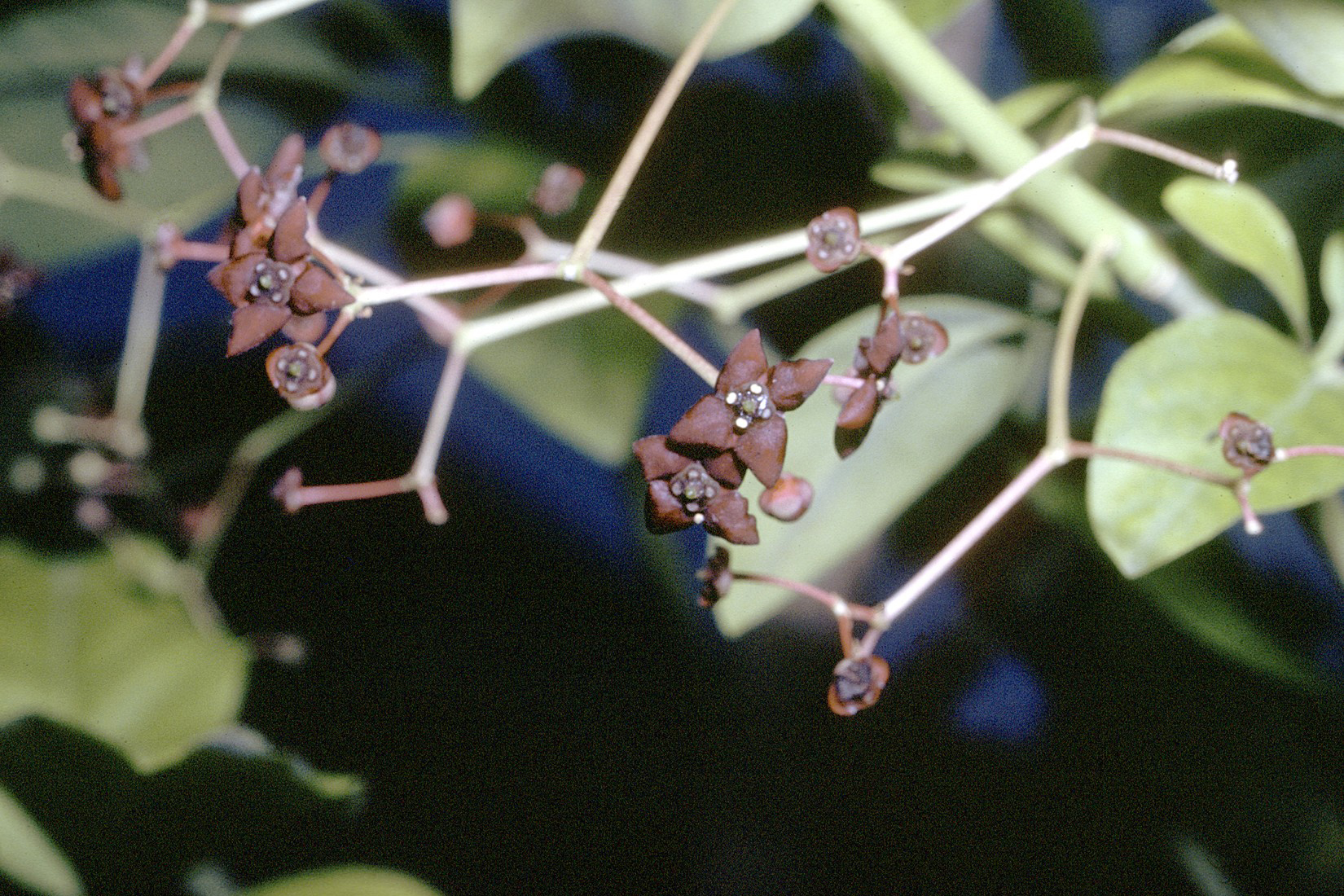